# Hornindal

Wappen von Hornindal

Hornindal ist eine ehemalige norwegische Kommune, die im Rahmen der Kommunalreform in Norwegen zum 1. Januar 2020 in die Gemeinde Volda überging. Das frühere Gemeindegebiet liegt heute in der Provinz Møre og Romsdal, Hornindal selbst gehörte jedoch der ehemaligen Provinz Sogn og Fjordane an.

## Geografie
Hornindal grenzte im Norden an die Kommunen Volda und Ørsta, im Osten an Stranda, im Süden an Stryn und im Westen an Eid. Auf einer Fläche von 192 km² lebten 1152 Einwohner (Stand: 1. Januar 2019). Die Kommunennummer war 1444. Mit 1527,3 moh. war der Hornindalsrokken die höchste Erhebung in Hornindal.
Im ehemaligen Gemeindegebiet befindet sich der tiefste See Europas, der Hornindalsvatnet. An dessen Ostseite liegt der Ort Grodås, der das Verwaltungszentrum bildete und in welchem etwa die Hälfte die Einwohner der Kommune lebten. Durch Grodås führt die Europastraße 39, die die Städte Kristiansand und Trondheim verbindet. Im Norden am Fylkesvei 60 in Richtung Hellesylt, befindet sich die Horndøla-Brücke, an deren nordöstlichen Ende der Heirats- und Jungfrauenstein steht.
Die wirtschaftliche Produktion in Hornindal ist von der Holz- und Möbelindustrie dominiert. Die Landwirtschaft beschränkt sich größtenteils auf Tierhaltung.

## Geschichte
Hornindal war von 1867 bis 1964 sowie erneut von 1977 bis 2019 eine eigenständige Kommune. Im Jahr 1867 entstand sie bei der Aufspaltung der Kommune Eid in zwei Gemeinden. 1964 wurde Hornindal aufgelöst und ein Teil wurde zurück nach Eid eingegliedert, ein weiterer Teil in die Kommune Stryn. Dreizehn Jahre später wurde 1977 der nach Stryn eingemeindete Teil wieder eine eigenständige Kommune namens Hornindal.
Hornindal gehörte über die Zeit hinweg der Provinz Sogn og Fjordane an, welche zum 1. Januar 2020 in die neu geschaffene Provinz Vestland überging. Das ehemalige Gemeindegebiet von Hornindal gehört jedoch nun nicht zur Provinz Vestland, da Hornindal bei der Zusammenlegung mit der Nachbarkommune Volda am 1. Januar 2020 in deren Provinz Møre og Romsdal überging. Beide Kommunen sprachen sich im Vorfeld dafür aus, zusammengelegt zu werden.

## Kommunenwappen
Das ab 1987 offizielle Kommunenwappen zeigte drei silberne Sensenblätter auf blauem Hintergrund. Es sollte die Landwirtschaft und das Schmiedehandwerk Hornindals darstellen.

## Persönlichkeiten
- Anders Fannemel (* 1991), Skispringer
- Frode Grodås (* 1964), Fußballspieler und -trainer